# 외부연료탱크

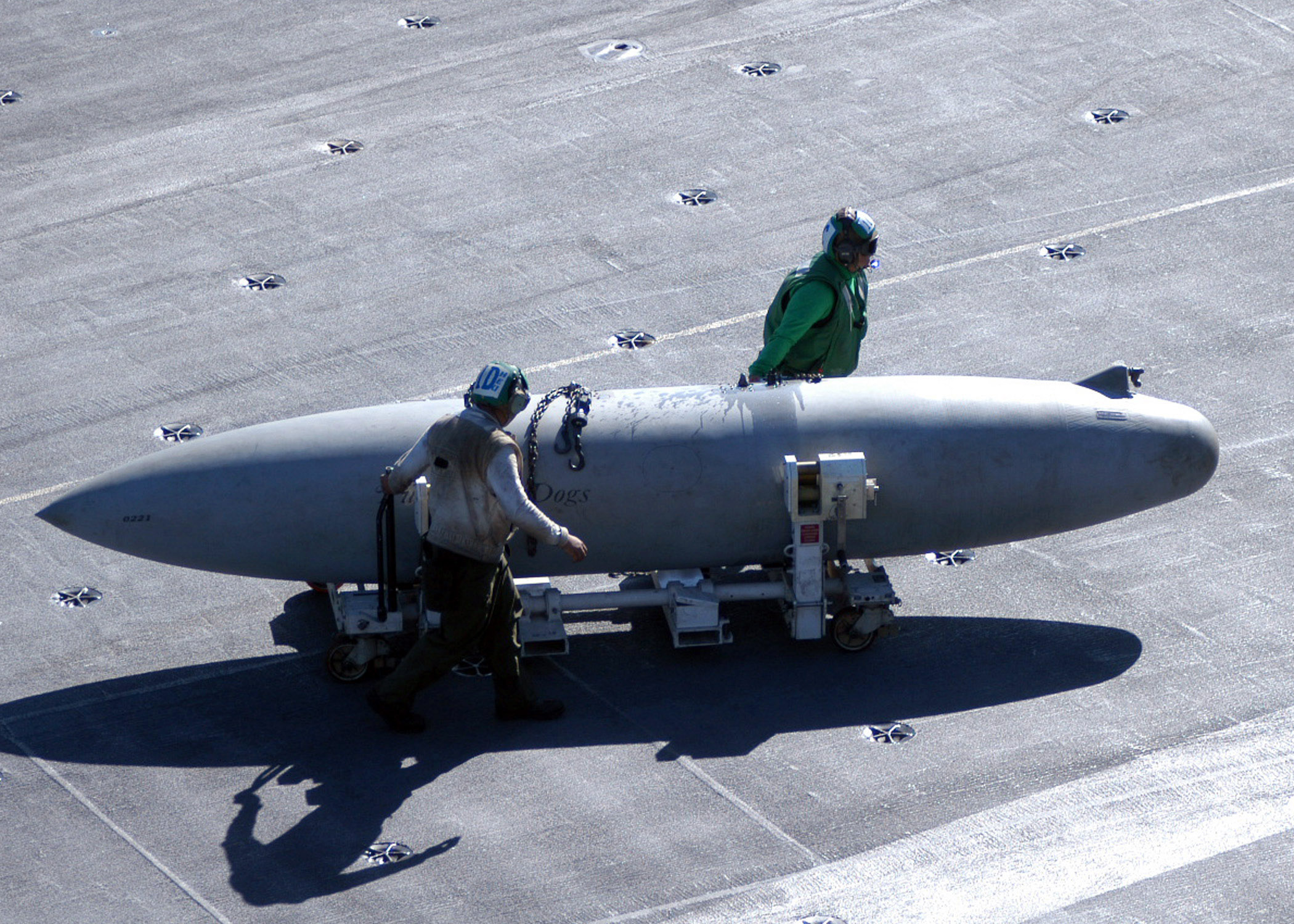
330 갤런(1,200 리터) 드롭탱크

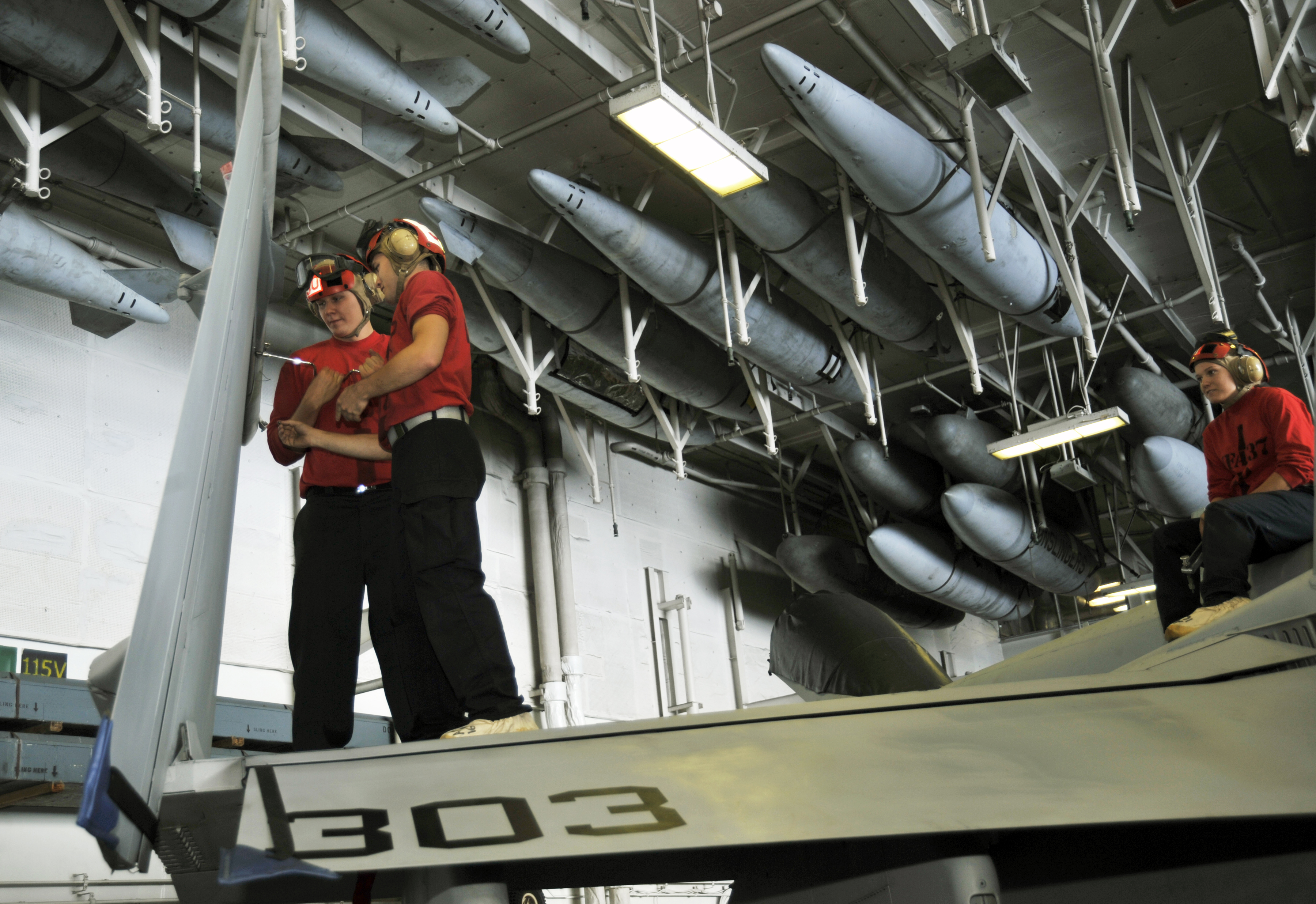
USS 해리 S. 트루먼 항공모함의 드롭탱크 보관실

외부연료탱크, 드롭탱크(영어: drop tank 또는 external tank, wing tank, belly tank)는 비행기의 외부에 장착하는 연료탱크를 말한다.
연료를 모두 사용하면, 지상으로 떨어뜨리기(Drop) 때문에 드롭탱크라고도 한다.

## 역사
1936년 스페인 내전에 사용되었다.